# Charles Boreau-Lajanadie
Charles Boreau-Lajanadie, né le 20 octobre 1825 à Confolens (Charente) et mort le 1er janvier 1918 à Bordeaux (Gironde), est un homme politique français.

## Biographie
Charles Joseph François Boreau-Lajanadie est le fils de Jean-Charles Boreau-Lajanadie, président du tribunal civil de Confolens, et de  Joséphine Gaby, et le petit-fils de Nicolas-François Boreau-Lajanadie. Il est le beau-père d'Abel Hériard-Dubreuil.
Rentré dans la magistrature, il devient président du Tribunal de 1ère instance de Cognac en 1854, de celui de Confolens en 1860, puis de celui d'Angoulême en 1863, avant de passer conseiller à la Cour d'appel de Bordeaux en 1866.
Conseiller général, il est représentant de la Charente de 1871 à 1876, siégeant au centre droit et est inscrit à la réunion Feray, votant constamment avec les conservateurs. Il fait partie de la commission du 4 septembre et de la commission du 18 mars, dont il est un des rapporteurs. Il retrouve son siège de député de 1885 à 1889, élu avec l'Union des droites.